# Sennevières
Sennevières – miejscowość i gmina we Francji, w Regionie Centralnym, w departamencie Indre i Loara.
Według danych na rok 1990 gminę zamieszkiwało 225 osób, a gęstość zaludnienia wynosiła 10 osób/km² (wśród 1842 gmin Regionu Centralnego Sennevières plasuje się na 915. miejscu pod względem liczby ludności, natomiast pod względem powierzchni na miejscu 577.).